# Alfred Beneyton
Pour les articles homonymes, voir Beneyton.
Alfred Julien Marie Beneyton, né à Commentry le 20 février 1869 où il est mort le 30 décembre 1947, est un ingénieur, explorateur et photographe français. 

## Biographie
Fils de Julien Beneyton et de Nelly Catherine Royet, il devient ingénieur civil mais est aussi étudiant à l’École des Arts et Métiers
d'Angers et auditeur libre à la Faculté des Sciences de Lyon.
Ingénieur de la Compagnie Fives-Lille, après une mission au Yunnan (1901), il est connu pour avoir mené deux missions d'études sur un réseau de chemin de fer à voie étroite au Yémen en 1909-1910 et 1911. Ainsi il a exploré la région où devait passer le chemin de fer reliant Sanaa à la mer Rouge.
Il en a ramené une collection de photographies très prisée pour sa rareté. Cette collection est estimée en 2023 à 31 000 euros,. 
Il reçoit en 1914 la médaille d'or du prix Conrad Malte-Brun.
En 1915-1916, il travaille au Mexique,.

## Récompenses et distinctions
- Médaille d'argent de l'exposition de Londres (1908)[13]
- Médaille d'or de la Société de Topographie de France (1912)
- Médaille d'or de la Société de Géographie de France (1913)
- Chevalier de la Légion d'Honneur (10 juillet 1925)
- Officier de la légion d'Honneur (11 juin 1937)
- Croix de Guerre et la médaille des Vétérans (1937)